# Футбол на літніх Олімпійських іграх 2000 — жінки
Жіночий олімпійський турнір з футболу було проведено вдруге в історії Олімпіад на Іграх у Сіднеї.

## Медалісти
| Золото   | Срібло | Бронза    |
| -------- | ------ | --------- |
| Норвегія | США    | Німеччина |

## Стадіон
- Олімпійський стадіон "Австралія", Сідней
- Сіднейський футбольний стадіон, Сідней
- Брюс-стадіон, Канберра
- Brisbane Cricket Ground, Брисбен
- Мельбурн Крикет Граунд, Мельбурн

## Бомбардири
4 голи
- Сунь Вень

3 голи
- Тіффені Мілбретт
- Біргіт Прінц